# Винайкин, Василий Павлович
Василий Павлович Винайкин (9 января 1924, с. Шамкино (ныне Шемуршинского района Чувашии)) — советский и украинский скульптор. Заслуженный деятель искусств Украинской ССР (1971).

## Биография
В 1953 г. окончил Киевский государственный художественный институт. Ученик А.П. Олейника, М.Г. Лысенко.
Член Национального союза художников Украины (1956).

## Основные произведения
- монумент в честь 300-летия воссоединения Украины с Россией, г. Переяслав (в соавторстве с В. Гречаником и П. Кальницким, 1961. Демонтирован, согласно решению населения в 2022, после резни в Буче и Ирпене),
- памятник разведчику Николаю Кузнецову (в соавторстве с И. П. Шаповалом (Ровно, 1961, демонтирован в начале 1990-х годов),
- памятник участникам Январского вооруженного восстания 1918 года. (в соавт. с В. В. Климовым и архитектором В. Г. Гнездиловым (Киев, 1967). Осквернен в декабре 2013 года украинскими националистами,
- памятник Василию Боженко (Киев) (1967, разрушен в 2015 г.),
- памятник советским гражданам и военнопленным, расстрелянным фашистами в Дарнице, г. Киев (в соавт. с В. Гречаником и архитектором К. Сидоровым, 1970),
- Бюст Владимира Короленко. (в соавт. с архитектором П. Иванчуком, Житомир, 1973),
- Мемориальный комплекс Вечной Славы. (в соавт. с Ф. Караваем и архитектором В. Г. Гнездиловым (Сумы, 1975),
- Мемориальный комплекс воинам Юго-Западного фронта в урочище Шумейкове вблизи села Исковцы Полтавской области (1976),
- скульптурная композиция «Передача оружия» в музее Второй мировой войны, Киев (1980),
- монумент Партизанской славы, г. Ровно (1985),
- Памятник в честь советских воинов-освободителей. (в соавт. с Б. М. Карловским, В. К. Жигулиным, Ковель, 1977),
- Монумент Родина-Мать в Киеве. (в соавт. с В. Бородаем, Ф. Сагояном и архитекторами В. Елизаровым, Г. Кислым, Н. Фещенко (Киев, 1980),
- Памятник В. И. Ленину в Мариуполе (1987),
- Скульптура «Металлург» для Никопольского завода ферросплавов,
- Памятник В. И. Ленину в Светловодске,
- Соавтор восстановления памятника княгине Ольге на Михайловской площади в Киеве (1996) и др.

Монумент Родина-Мать в Киеве
Памятник участникам январского вооруженного восстания 1918 года. Киев
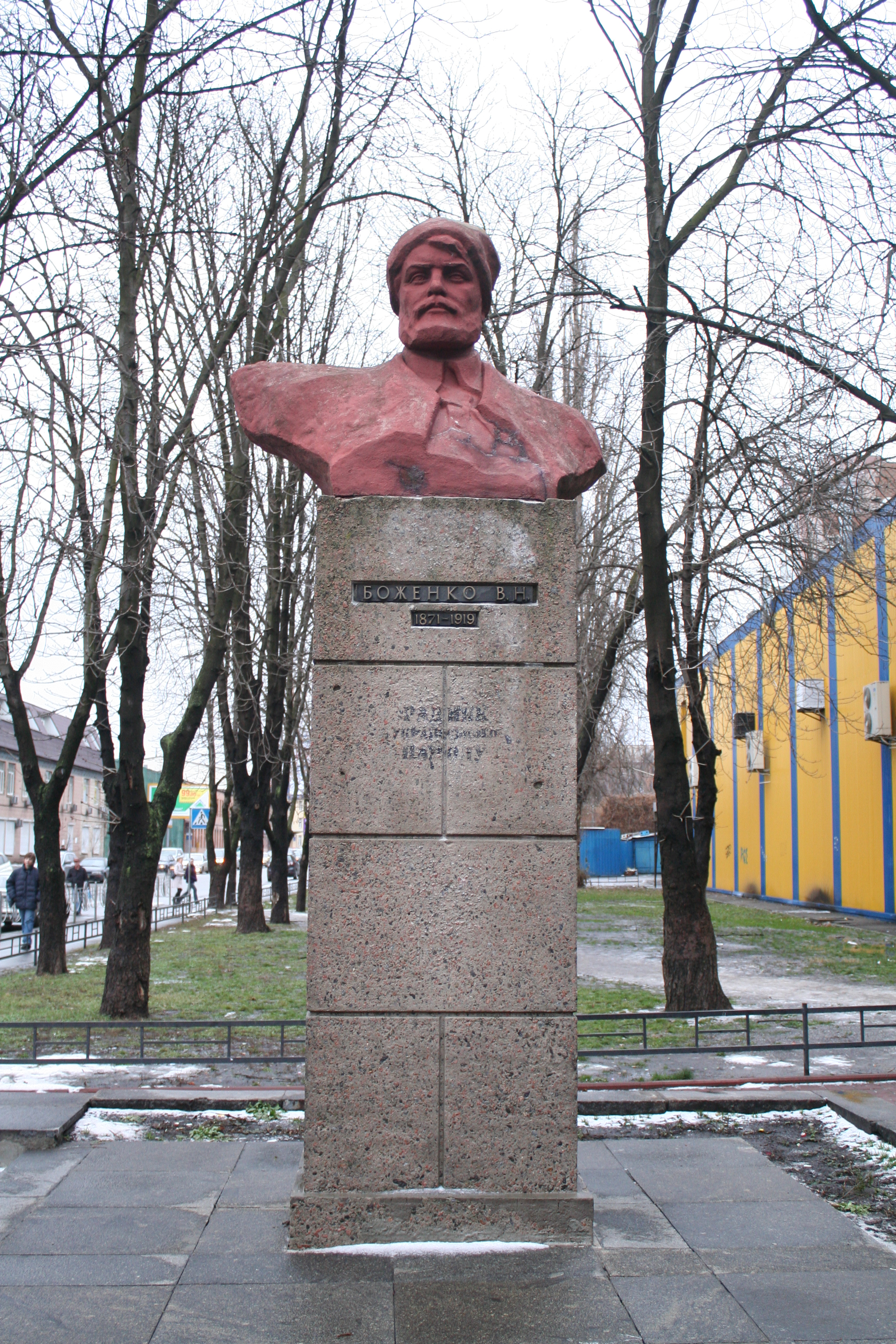
Памятник Василию Боженко в Киеве
Памятник Владимиру Короленко в Житомире
Памятник Ленину в Светловодске
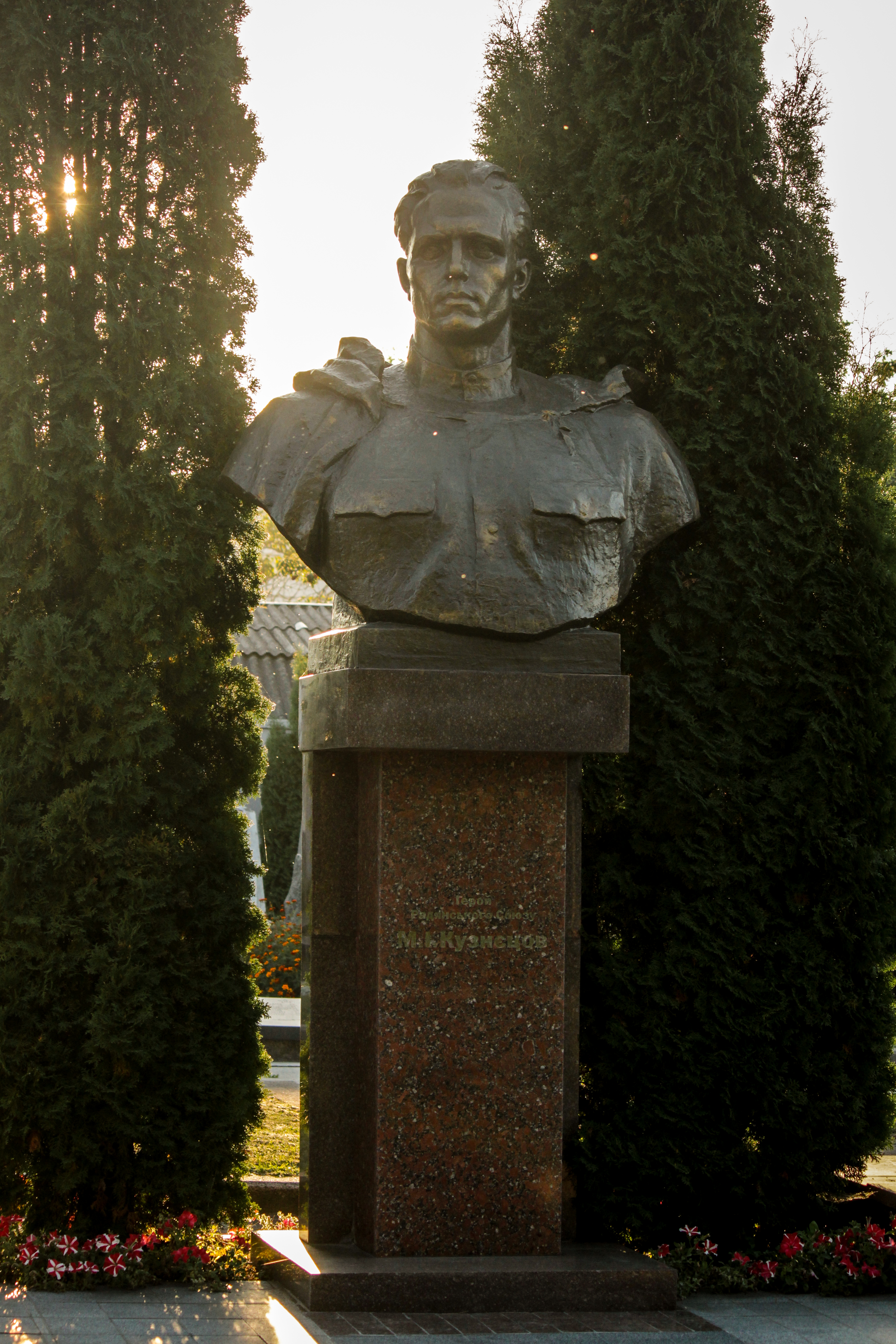
Памятник Герою Советского Союза Н. И. Кузнецову в Ровно

## Награды
- Заслуженный деятель искусств Украинской ССР (1971)
- Почётная грамота Президиума Верховного Совета УССР (1981).